# バーバラ・レオニ・ピカード
バーバラ・レオニ・ピカード（Barbara Leonie Picard、1917年11月17日 - 2011年12月15日）は、イギリスの児童文学作家。
ロンドン近郊で生まれる。父はフランス人でほどなく帰国し、ベネズエラで育った母に育てられた。高校卒業後、図書館で働きながら童話を書き、1949年に出版された。独学で古代ギリシア語を学び、1952年にホメロスのオデュッセイアの子供向けリライトを刊行した。ほか中世を舞台とした物語を書き、たびたびカーネギー賞の候補となった。晩年は世間から忘れられ、『騙す者』（1997）は自費を出して刊行した。

## 日本語訳
- 『オクスフォード世界の民話と伝説 4(フランス編)』那須辰造訳 赤穴宏絵 講談社 1964
- 『オクスフォード世界の民話と伝説 5(ドイツ編)』塩谷太郎訳 ジョアン・キデル・モンロー等絵 講談社 1964
- 『ホメーロスのイーリアス物語』高杉一郎訳 ジョーン・キデル=マンロー絵 岩波書店 1970　のち岩波少年文庫
- 『ホメーロスのオデュッセイア物語』高杉一郎訳 ジョーン・キデル=マンロー絵 岩波書店 1972 のち岩波少年文庫
- 『剣と絵筆』平野ふみ子訳 すぐ書房 1981 One Is One (1965)
- 『人魚のおくりもの』白坂麻衣子訳 長崎出版 2009